# Нюрнберзька марка
Нюрнберзька марка (нім. Nürnberger Mark) — вагова одиниця маси коштовних металів у Німеччині та в багатьох країнах Європи. Її стандарт ваги становив 238, 569 г. Також була широко поширена в Європі як медична міра ваги.

## Марочне, торгове та монетне визначення ваги

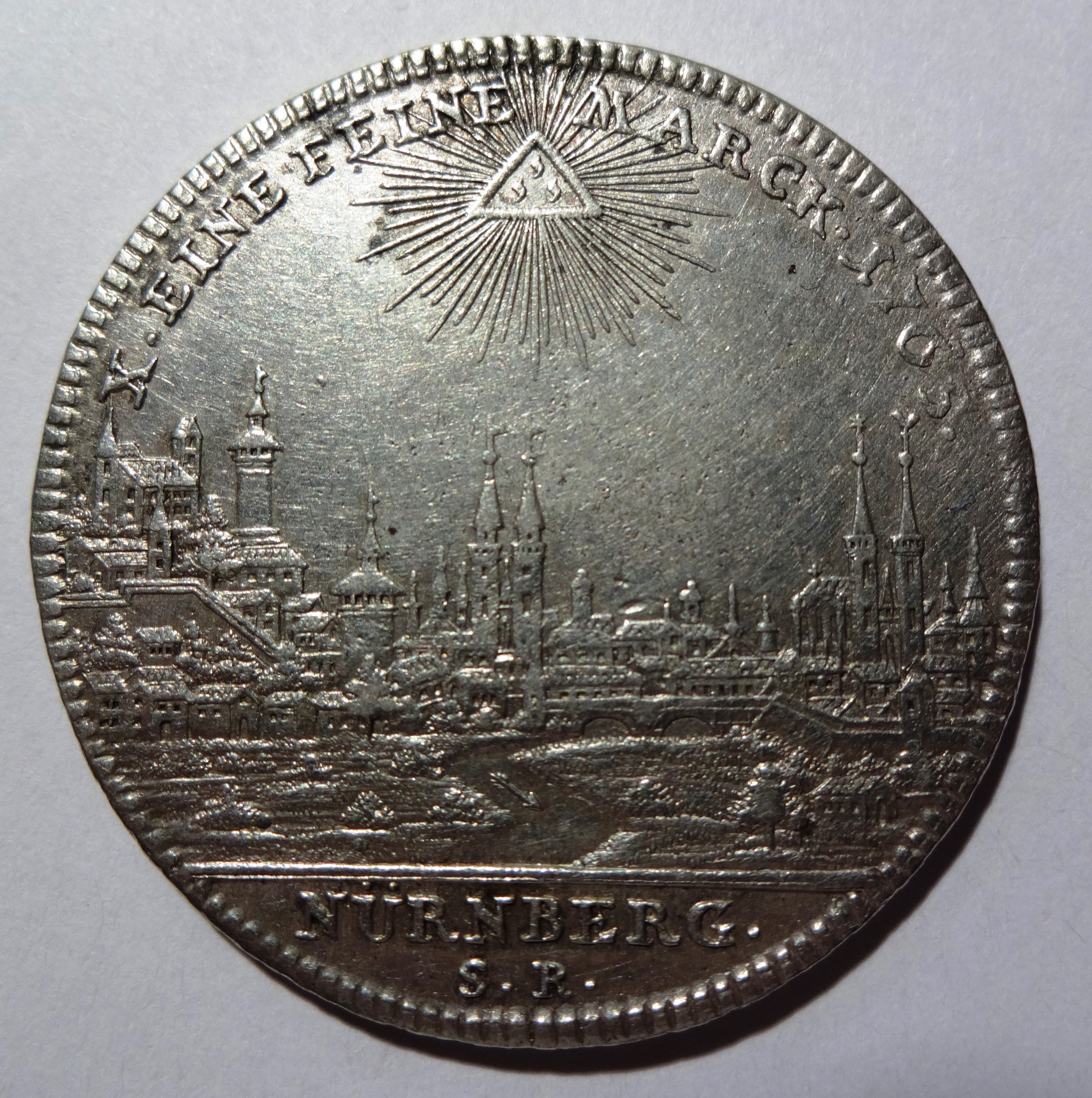
Аверс Нюрнберзького талера, 1765. Надпис вгорі монети: ^{1}/_{10} (частина) доброї марки (Х EINE FAINE MARCK)

Нюрберзька срібна марка була поширеною ваговою одиницею в Німецьких землях. Її вага складала 238, 568 грамів щирого срібла. 1 марка = 8 унцій = 16 лотів = 64 драхм = 256 скрупул (фенігів) = 512 гран = 4110 червоних асам; скрупул = 16 асам (зернам) по 0, 058 г. 
В Німеччині використовували спеціальні міри торгової ваги, обсяг яких суттєво відрізнявся в різних її землях. Структура поділу одиниць торгової ваги мала таку схему:  1 торговий фунт = 2 марки = 4 чверті = 16 унцій = 32 лоти = 128 драхм = 512 скрупулів (або гранів) = 16 асам (зернам). 

## Аптекарське визначення ваги

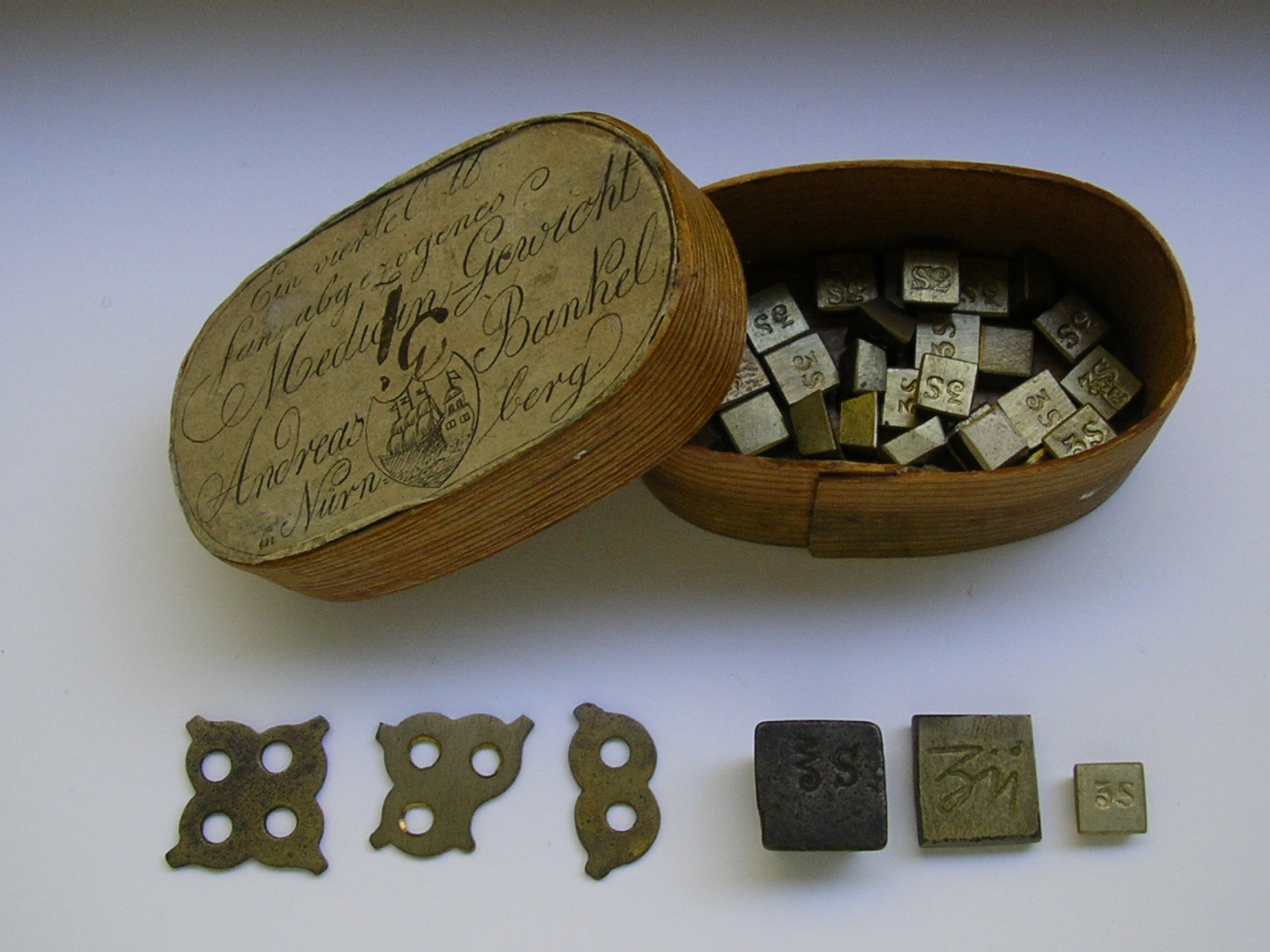
Аптекарські важки. Верхній ряд: Нюрнберські важки Андреаса Банкеля (після 1825 г.). Нижній ряд: Ваги 2 скрупула, 1½ скрупула, 1 скрупул, 4 драхми, 2 драхми, ½ драхми. Фокке-музей в Бремені

У 1542 році в Нюрнберзі видали першу книгу, подібну до державної фармакопеї. В 1555 році було встановлено стандарт для аптекарського фунта. Система, під назвою Нюрнберський медичний стандарт (нім. Nürnberger Medizinalgewicht), була поширеною в більшості країн північно-східної Європи. До 1800 року всі німецькі міста і держави (за винятком Любека, в якому застосовували голландський трійський стандарт) використовували Нюрнберзький стандарт. Він став основною системою ваги також для більшості кантонів Швейцарії, Данії, Норвегії, Швеції, Польщі, Російської імперії і відрізнявся від основного не більше ніж на 0,6%. З 1811 року в Баварії аптекарський фунт офіційно мав масу 360,00 г (унція = 30,00 г.). У 1815 році Нюрнберг приєднався до Баварському королівства. Після того як син баварського короля Оттон І став грецьким королем, система ваги Баварії була перенесена і на територію Греції. Але лише деякі німецькі міста стали використовувати баварську спробу поєднати метричну систему мір з аптекарською вагою.
В 1761 році Австрійська імперія офіційно ввела власний стандарт ваги, тим самим відмовившись від використання нюрнберзького. В 1816 році Пруссія провела реформу вагових стандартів. В обох державах нюрнберзька медична система довгий час використовувалася неофіційно.
Нюрнберський медичний стандарт до інших вагових одиниць поділявся за такою схемою: 1 нюрнберський медичний фунт в 357, 6 г = 3/4 кельнського срібного фунта в 467, 712 г (2 кельнські марки по 233, 856 г) = 96 драхм = 288 скрупулів = 5760 гранів. 1 скупул = 20 гранів (зерен) по 0, 621 г

### Нюрнберзький медичний стандарт
| 100 фунтів =          | 1 нюрнберзький центнер           | = 50,95 кг  |
| 32 лоти =             | 1 нюрнберзький фунт              | = 509,5 г   |
| 4 квінтени =          | 1 нюрнберзький лот               | = 15,92 г   |
| 4 пфеніги =           | 1 квінтен                        | = 3,98 г    |
|                       | 1 пфеніг                         | = 0,995 г   |
| 12 унцій =            | 1 нюрнберзький аптекарський фунт | = 357,6 г   |
| 2 аптекарських лоти = | 1 нюрнберська аптекарська унція  | = 29,8 г    |
| 240 гранів =          | 2 нюрнберських аптечних лоти     | = 14,9 г    |
| 2 марки =             | 1 нюрнберзький срібний фунт      | = 477,6 г   |
| 16 срібних лотів =    | 1 нюрнберзька марка              | = 238,569 г |
| 1 нюрнберзький лот =  | 1 срібний лот                    | = 14,92 г   |